# 975
Năm 975 là một năm trong lịch Julius.